# 中国人民抗日战争纪念馆
中国人民抗日战争纪念馆，位于北京市丰台区宛平城内街101号，是中华人民共和国唯一一座全面反映中国人民抗日战争历史的大型综合性纪念馆。该馆是中共北京市委宣传部所属的全额拨款事业单位。

## 历史
中国人民抗日战争纪念馆位于卢沟桥东侧的宛平城内，位于1937年7月7日七七事变时的宛平县县署旧址上。1984年10月成立了中国人民抗日战争纪念馆筹备委员会。该纪念馆的建设被列为国家七五计划重点建设项目。1987年7月6日，中国人民抗日战争纪念馆落成，馆名由时任中国共产党中央顾问委员会主任邓小平题写。1987年7月7日暨七七事变五十周年之际，正式对外开放。
1995年5月2日，日本内阁总理大臣村山富市訪华，在访华期间成为首位参观卢沟桥和中国人民抗日战争纪念馆的现任日本首相。同年8月15日，村山富市发表了村山讲话。
1995年8月15日，中国人民抗日战争暨世界反法西斯战争胜利50周年之际，中共中央总书记江泽民等党和国家领导人参观了该馆，江泽民批示建设该馆二期工程。1997年5月，该馆二期工程竣工，江泽民题词“高举爱国主义旗帜，以史育人；弘扬中华民族精神，振兴祖国”。
1999年12月31日，“抗战馆隶属关系转变交接会议”在该馆举行，该馆由丰台区转隶中共北京市委宣传部直属管理。
2005年初，中央决定“中国人民抗日战争暨世界反法西斯战争胜利60周年”大型主题展览活动在该馆举行，中央决定在该馆举办《伟大胜利——纪念中国人民抗日战争暨世界反法西斯战争胜利60周年大型主题展览》，该馆进行了基础设施改造，开辟了抗战广场。同年7月7日，该馆重新对外开放。
2010年，中央决定在中国人民抗日战争纪念馆举行“纪念中国人民抗日战争胜利65周年”活动，该馆遂对《伟大胜利》大型主题展览加以全面更新。同年9月3日，中共中央总书记胡锦涛等九名中共中央政治局常委同首都各界代表一起出席了在该馆举行的纪念仪式，向抗日战争烈士敬献花篮，并参观了全面更新后的《伟大胜利——纪念中国人民抗日战争暨世界反法西斯战争胜利大型主题展览》。
该馆的目标是“努力办成全国一流的爱国主义教育基地和红色旅游景区、抗战史资料收集及研究基地以及对外宣传交流的重要窗口。”
2014年7月7日，中共中央总书记、国家主席、中央军委主席習近平率員高調紀念七七事變，發表講話：「今天，我们在这里隆重举行纪念全民族抗战爆发77周年仪式，目的是铭记历史、缅怀先烈、珍视和平、警示未来，坚定不移走和平发展道路，坚定不移维护世界和平。面對日本侵略者的野蠻侵略，全國各民族、各階級、各黨派、各社會團體、各界愛國人士、港澳台同胞和海外僑胞團結一心，義無反顧投身到這場關係民族生死存亡的偉大鬥爭中。正如毛澤東同志所指出的，這是『戰爭史上的奇觀，中華民族的壯舉，驚天動地的偉業』。」同日，习近平同参加过抗日战争的新四军老战士焦润坤、中国国民党老战士林上元、以及两名少年儿童，一起为独立自由勋章雕塑揭幕。同年9月3日，中共中央總書記習近平等七名中共中央政治局常委向抗战烈士敬献花篮，纪念中国人民抗日战争暨世界反法西斯战争胜利69周年。
2020年9月3日，中共中央总书记习近平等党和国家领导人同首都各界代表一起，在中国人民抗日战争纪念馆向抗战烈士敬献花篮。
2024年4月8日，中華民國前總統馬英九到訪該館，成為首位蒞臨的前任中華民國國家元首。
2024年9月29日起，中国人民抗日战争纪念馆闭馆。2025年7月8日起恢复开放。

## 建筑
1997年该馆二期工程竣工后，该馆的主要建筑分为三部分：主馆、资料中心、南北四合院。主馆为一座牌坊式建筑，包括6个展厅、一个半景画馆、一个多功能厅、两个文物库房。位于东西两侧的南北四合院与资料中心，都是仿明清建筑，和宛平城楼相互呼应。
经过2005年的大规模改造，该馆面貌一新。该馆正前方是面积8,600平方米的抗战广场，抗战广场中央立有象征着中华民族觉醒的“卢沟醒狮”，广场中轴线两侧各分布7块草坪，代表七七事变爆发地及中华民族十四年抗日战争。广场北侧立有国旗杆，高14米，基座为汉白玉。展馆外墙覆以乳白色大理石，展馆的锻铜大门镶嵌着独立自由勋章图案。

## 展览

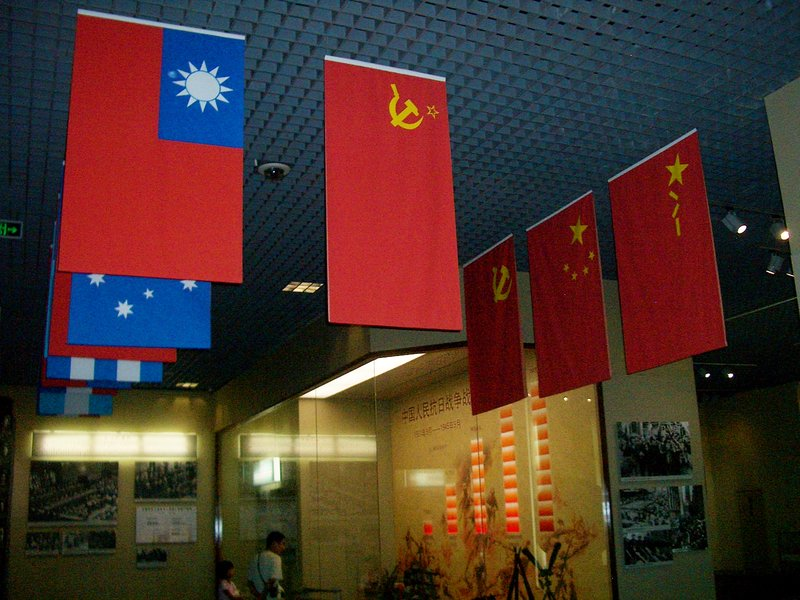
懸掛在北京宛平城中國人民抗日戰爭紀念館內的抗日旗幟一景。（青天白日滿地紅旗幟如今已被撤離）

该馆的基本陈列经过三次变迁，陈列面积自1,320平方米增至6,000多平方米，展览内容不断更新。基本陈列《伟大胜利——纪念中国人民抗日战争暨世界反法西斯战争胜利大型主题展览》是在2005年《伟大胜利——纪念中国人民抗日战争暨世界反法西斯战争胜利60周年大型主题展览》的基础上完善形成。该展览由中共中央组织部、中共中央宣传部、中共中央统战部、中共中央文献研究室、中共中央党史研究室、中华人民共和国文化部、中国人民解放军总政治部、中共北京市委联合主办，中国人民抗日战争纪念馆承办。该展览以历史图片及实物为主要展出内容，辅以多种技术手段，“突出表现了在中国共产党倡导建立的抗日民族统一战线旗帜下，以国共合作为基础，全国各族人民包括台港澳同胞、海外侨胞共同抵抗日本帝国主义侵略的历史，突出表现了中国共产党在抗日战争中的中流砥柱作用，突出表现了中华民族为世界反法西斯战争的胜利付出的巨大民族牺牲和作出的重要贡献，深刻揭露了日本侵略者在侵华战争中犯下的滔天罪行”。
该馆的基本陈列内容还包括以七七事变为主题的半景画，此种陈列形式在中国属首创。半景画以巨幅油画与实物及模型相结合，通过声、光、电技术，使观众如同身临1937年七七事变的战场。
除了基本陈列之外，该馆还推出各种专题展览，对青少年开展宣传教育，主办及承办了许多学术研讨会、座谈会和论坛，编辑出版了多部著作。

## 其他
2014年起，中国人民抗日战争纪念馆敬献花篮仪式的献花曲与之前和其他纪念设施的献花曲有所区别，由军乐团重新创作的《献花曲》，采用了冼星海谱曲的《在太行山上》，进行延伸、发展，既表现了深情而绵长的缅怀，又展现了全国人民踏着先烈足迹继往开来的决心和信念。